# 嵋谷站
嵋谷站（朝鲜语：미곡역；）曾为朝鲜铁路黃海青年線和殷栗線上的一个车站，位于黄海北道凤山郡，于1963年废止。

## 历史
- 1920年12月21日，落成使用。
- 1963年，车站停用。